# Матимура Кинъя
Матимура Кинъя (яп. 町村 金弥, 14 февраля 1859 — 25 ноября 1944) — японский предприниматель, «отец молочного животноводства Хоккайдо». Отец Кинго Матимуры, дед Нобутаки Матимуры. 

## Биография
Родился в городе Такэфу (ныне часть города Этидзэн в префектуре Фукуи) как старший сын Матимуры Оринодзё, 9-го главы семьи Матимура и вассала рода Хонда. Отец, Оринодзё, служил мати-бугё и считался «честным и порядочным буси», а после революции Мэйдзи преподавал детям в тэракои.
В 1867 году, в возрасте 8 лет, поступил в главную школу своего княжества, а его отец стал членом тонъи по опту торговавшей москитной сеткой, фирменного продукта Такэфу, в Нихонбаси в Токио. В 1871 году Кинъя начал посещать вечернюю школу, чтобы помогать отцу в торговле.
В 1873 году, чтобы выучить английский язык, Матимура поступил в Школу иностранных языков Айти, где учился совместно с Цубоути Сёё и Миякэ Сэцурэи. В 1875 году после окончания школы учился на подготовительном курсе Императорского технического колледжа в Токио. В 1877 году Кинъя сдал вступительные экзамены в колледж, но из-за Сацумского восстания, увеличившего военные расходы, число бесплатных мест сократили вдвое, и Матимура не смог позволить себе платное обучение. Примерно в то же время, в 1876 году, Саппорская сельскохозяйственная школа, основанная У. С. Кларком, набирала финансируемых правительством студентов второго курса и тех, кто сдал экзамен в технический колледж, поэтому Кинъя откликнулся немедленно. Вместе с 18 студентами, включая Утимуру Кандзо, Нитобэ Инадзо и Миябэ Кинго, 27 августа 1877 года отплыли из Синагавы и 3 сентября высадились в Отару, откуда направились в Саппоро верхом, прибыв в общежитие школы возле нынешней часовой башни.  В течение четырёх лет учёбы в сельскохозяйственной школе все основные учителя были американцами, поэтому прогресс в изучении английского языка был значительным. Также Кинъя изучал американский метод управления фермой под руководством Эдвина Дана, который работал в Комиссии по развитию Хоккайдо в качестве о-ятой гайкокудзина. 
В июле 1881 года окончил Саппорскую сельскохозяйственную школу. В том же году стал управляющим скотоводческой фермой Макоманай. В 1890 году стал главой фермерского хозяйства в Урю. В 1897 году стал главой фермерской компании «Токати Кайкон».
С 1901 года Матимура служил штатным инженером-агрономом в Министерстве армии Японии и отвечал за Отдел пополнения боевой конницы в городе Кусиро и префектурах Иватэ и Фукусима. В 1910 году Кинъя переехал в Токио, а в 1916 году уволился из военного министерства. Следующие 10 лет занимал пост мэра города Окубо (ныне район Синдзюку) и после ухода с поста жил безбедной жизнью, а во время Второй мировой войны был эвакуирован в свой родной город Такэфу, где умер в возрасте 85 лет.

## Семья
Жёны, Ямамото Сото и Ямамото Каору, третья и вторая дочери предпринимателя Ямамото Исэна. В браке родилось пять сыновей: Хиротака, Макото, Минору, Кэйдзо, Кинго и пять дочерей: Кото, Сэн, Сатико, Харуко, Садако.